# Устово
У̀стово е източен квартал на град Смолян, България.

## История
Квартал Устово е старо селище. Името му произлиза от „устие“ или „ущелие“, т.е. от географското му положение. Намира се на важен кръстопът – при него се пресичали старите пътища от Пловдив за Ксанти и Гюмюрджина и от Драма през Неврокоп за Кърджали и Одрин. Това предопределило до голяма степен неговото икономическо и историческо развитие. Устово става важен пазарен център и значително занаятчийско селище. Отрано се развиват медникарството, калайджийството, обущарството, златарството, кожухарството, абаджийството и др. Произведенията намират добър пазар, най-вече в Истанбул и Смирна.
Устово е освободено от османска власт по време на Балканската война през 1912 година и живеят 420 семейства българи-екзархисти. На 6 април 1946 година Устово е провъзгласено за град. На 18 юни 1960 г. градовете Смолян, Устово и селата Райково и Езерово се обединяват в град Смолян. Смолян е бил стар административен и стопански център – село Езерово се е намирало сред Смолянските езера, Райково е било търговски център, а Устово – занаятчийски.

## Културни забележителности
В началото на XIX век селището достига голям икономически и културен разцвет. Почти всичко по-интересно е съградено тогава. През 1830 г. е открито първото килийно училище.

### Църква „Свети Никола“
През 1836 г. е построена църквата „Свети Никола“. Първоначално храмът е вкопан в земята, съгласно тогавашните изисквания на османските власти. Според преданието на мястото е имало стар параклис и странноприемница. В други устни разкази се споменават периодичните посещения на монаси от Света гора.
През 1883 г. храмът е преустроен от майстор Васил Димов от с. Югово в близък до съвременния си вид. Издигнат е за година върху основите на старата църква от 1836 г., чийто камък с издълбана година е поставен при югоизточния ъгъл. Църквата е трикорабна, едноапсидна и има открито преддверие. Пред храма е издигнат паметник на Йеромонах Григорий – Поп Глигорко, считан за първи свещенослужител и будител в този край, дошъл от светогорските манастири и останал да служи в Устово 10 години. В храма се съхраняват ценни икони, сред които икона на Св. Никола, считана за лечебна. Заради нея в близкото минало е спазвана традицията да се преспива в църквата за здраве и благополучие. В храма се съхранява икона на св. Кирил и св. Методий от Станислав Доспевски, рисувана през 1865 г.

## Личности
Родени в Устово
- Анастас Чешмеджиев (1879 – 1962), български революционер от ВМОРО
- Анастас Белковски, фотограф;
- Богдан Белковски (1876 – 1952), български военен инженер, изобретател
- Васил Николов Величков (1871 – след 1943), български революционер от ВМОРО
- Константин Дъновски (1830 – 1918), български възрожденец, учител и свещеник, баща на Петър Дънов
- Крум Савов (1882 – 1949), български фотограф
- Сава Стратиев, изтъкнат борец срещу фанариотщината;
- Стою Шишков (1865 – 1937), учител, етнограф и книжовник.

## Галерия
- Църквата „Свети Никола“ в Устово.
- Квартал Устово.
- Празник на площада в Устово, с участието на войската и местното население, октомври 1935 г.